# 審視知識
在一個空間中，將直線距離及空間角度概念與適當路標(landmark)作連結的知識(Thorndyke &Hayes-Roth, 1982)。通常可透過2種方式獲得：(1)閱讀地圖。(2)環境導航。上述2種方式所獲得的知識又可稱為「地圖知識」(map knowledge)及「環境知識」(environment knowledge)，並分別支持著不同空間行為的運作。

## 地圖知識
--當空間的視角與地圖的視角排列一致時，能提供較正確的相對位置判斷。

## 環境知識
--針對空間中無法看到的部分，能夠提供更好的方向資訊。
理論指出，此2種知識分別受不同的自我中心參考框架(egocentric reference frame)影響，進而影響不同的空間行為。